# Guillaume Tell
Pour les articles homonymes, voir Guillaume Tell (homonymie).

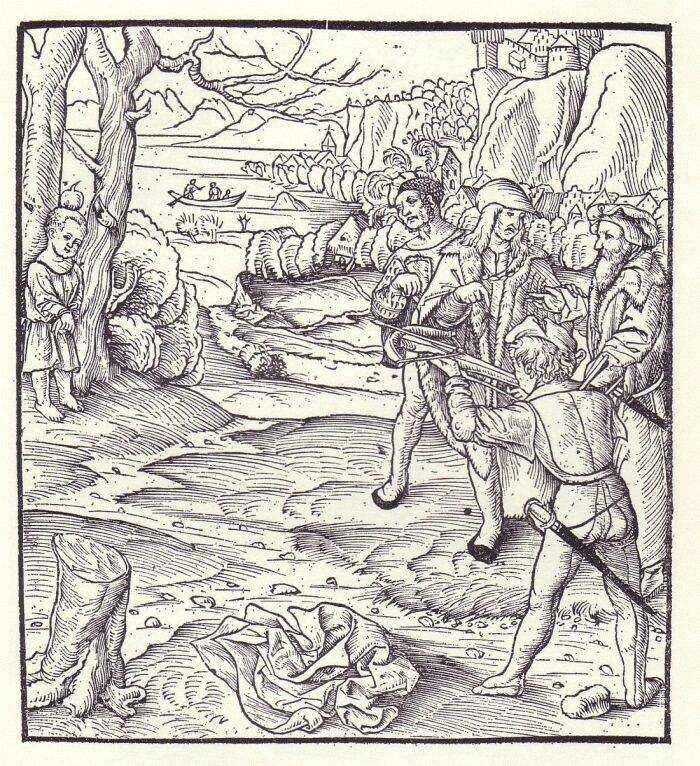
Guillaume Tell.
Gravure extraite de la Cosmographia Universalis de Sebastian Münster, 1554.

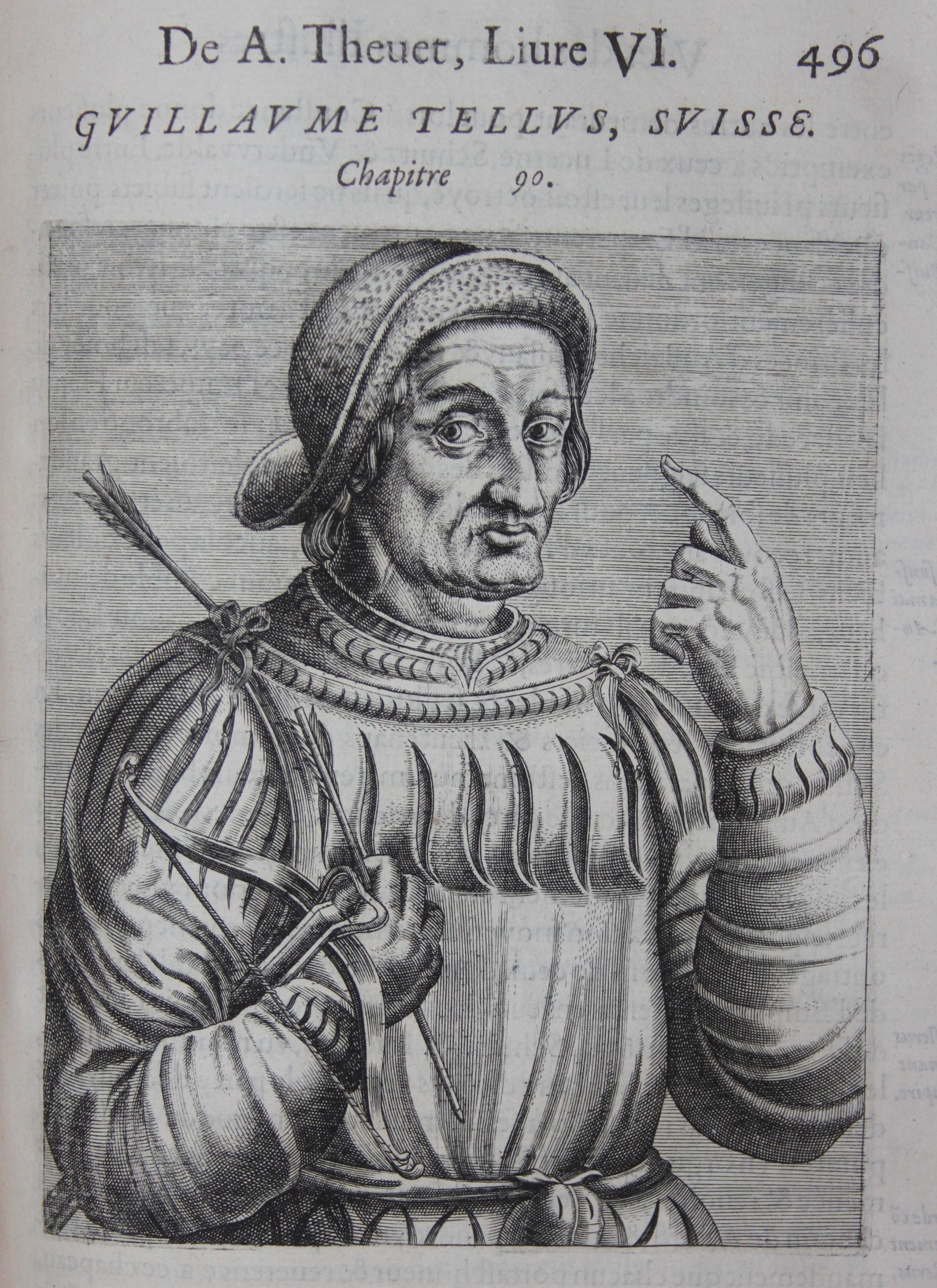
Vue d'artiste de Guillaume Tell dans Portraits et Vies des Hommes illustres, 1584.

Guillaume Tell (en allemand : Wilhelm Tell /ˈvɪl.hɛlm tɛl/ ; en italien : Guglielmo Tell ; en romanche : Guglielm Tell) est un héros légendaire des mythes fondateurs de la Suisse. Son histoire est évoquée pour la première fois dans le livre blanc de Sarnen et dans le Tellenlied.
Selon les écrits, en 1307, Hermann Gessler, bailli impérial de Schwytz et d'Uri — au service des Habsbourg, qui tentent de réaffirmer leur autorité sur la région — fait ériger un mât surmonté de son chapeau, et exige que les habitants le saluent comme s'il était effectivement présent. Guillaume Tell passe devant le chapeau en l'ignorant. Gessler le condamne alors à tirer un carreau d'arbalète dans une pomme posée sur la tête de son fils (Walter). Par la suite, Tell tue Gessler d'un carreau d'arbalète en plein cœur alors qu'il passait dans le chemin creux (Hohle Gasse) situé entre Küssnacht et Immensee.
Le récit a donné lieu à de nombreuses controverses historiques portant sur son authenticité. Aujourd'hui, l'histoire est tenue comme une légende dont on retrouve des éléments dans les Gesta Danorum de Saxo Grammaticus.

## Le récit traditionnel
D'après le Livre blanc de Sarnen (1474), « le Tall » (écrit Thäll dans celui-ci) est un homme honnête qui avait juré avec Stauffacher et d'autres partisans de résister aux seigneurs. À cette époque, sous l'empereur Albert Ier de Habsbourg, les baillis établis par son père Rodolphe Ier de Habsbourg se livrent à des exactions. Le 25 juillet 1307, l'un de ces baillis, Hermann Gessler, fait ériger un poteau sur la place des Tilleuls à Altdorf et y accroche son chapeau, obligeant tous les habitants à se courber devant le couvre-chef. Or, le dimanche 18 novembre 1307,, « le Tall » passe plusieurs fois devant le poteau coiffé sans faire le geste exigé. Dénoncé, il comparaît dès le lendemain devant Gessler. L'accusé invoque alors sa simplicité, sa distraction et le fait qu'il ignorait l'importance qu'avait le geste pour le bailli.
Gessler lui ordonne alors de percer d'un carreau d'arbalète une pomme posée sur la tête de son propre fils. En cas d'échec, l'arbalétrier sera mis à mort. Malgré ses supplications, le bailli reste intraitable. Tell s'exécute et coupe le fruit en deux sans toucher l'enfant.
Or, Gessler, ayant vu Tell dissimuler un second carreau sous sa chemise, lui en demande la raison. Tell prétend d'abord qu'il s'agit d'une simple habitude. Mais le bailli encourage Tell à parler sincèrement en lui garantissant la vie sauve. Tell répond alors que si le premier trait avait manqué sa cible, le second aurait été droit au cœur du bailli. Gessler fait arrêter Guillaume Tell sur-le-champ. On l'enchaîne et confisque son arme. On l'emmène d'abord à Flüelen, où l'on embarque pour Brunnen avant de mener le prisonnier au château du bailli à Küssnacht, où Tell doit finir ses jours dans une tour. Mais, au cours de la traversée du lac des Quatre-Cantons, une tempête menace la frêle embarcation.
Tell, qui connaît le mieux la manœuvre, est chargé d'assurer la conduite de la barque jusqu'au rivage. Arrivé à proximité, il bondit à terre au lieu-dit Tellsplatte, près de Sisikon, et repousse la barque d'un coup de pied. Ce fait est commémoré dans la chapelle de Tell, dont la première aurait été érigée sur le site en 1388. Par la suite, Tell tue le bailli dans le chemin creux entre Immensee et Küssnacht.
Selon Aegidius Tschudi, cet épisode se produit deux mois avant « l'incendie des châteaux » (1er janvier 1308), un autre épisode légendaire qui marque la rébellion des Suisses contre les ducs d'Autriche. Selon Tschudi, le tyrannicide de Tell est diversement apprécié par les chefs du soulèvement.

### Variantes
Le récit de Tschudi connaît de nombreuses variations. Selon l'une d'entre elles, Guillaume Tell meurt noyé sur ordre de Gessler, selon une autre, c'est sur la Tellsplatte, juste après avoir débarqué qu'il tue le bailli, etc.

## Le mythe
Pour un article plus général, voir Mythes fondateurs de la Suisse.
Le mythe emprunte des éléments à l'histoire et à l'imaginaire. On retrouve une légende semblable, l'histoire de Palnatoki chez Saxo Grammaticus. Mais selon l'historien suisse Jean-François Bergier, qui lui a consacré un livre : « [Guillaume Tell est] un héros dont ni moi, ni personne ne peut affirmer en toute conscience ni qu'il a véritablement existé, ni qu'il n'est qu'une figure de légende ». Bergier ajoute : « Il est singulier, d'autre part, d'observer que les récits en question, à la différence de presque toutes les légendes médiévales, ne font aucune place, à aucun moment, au merveilleux, au surnaturel. Ils ne sont peut-être pas réels. Mais ils sont remarquablement réalistes ».

### Sa naissance

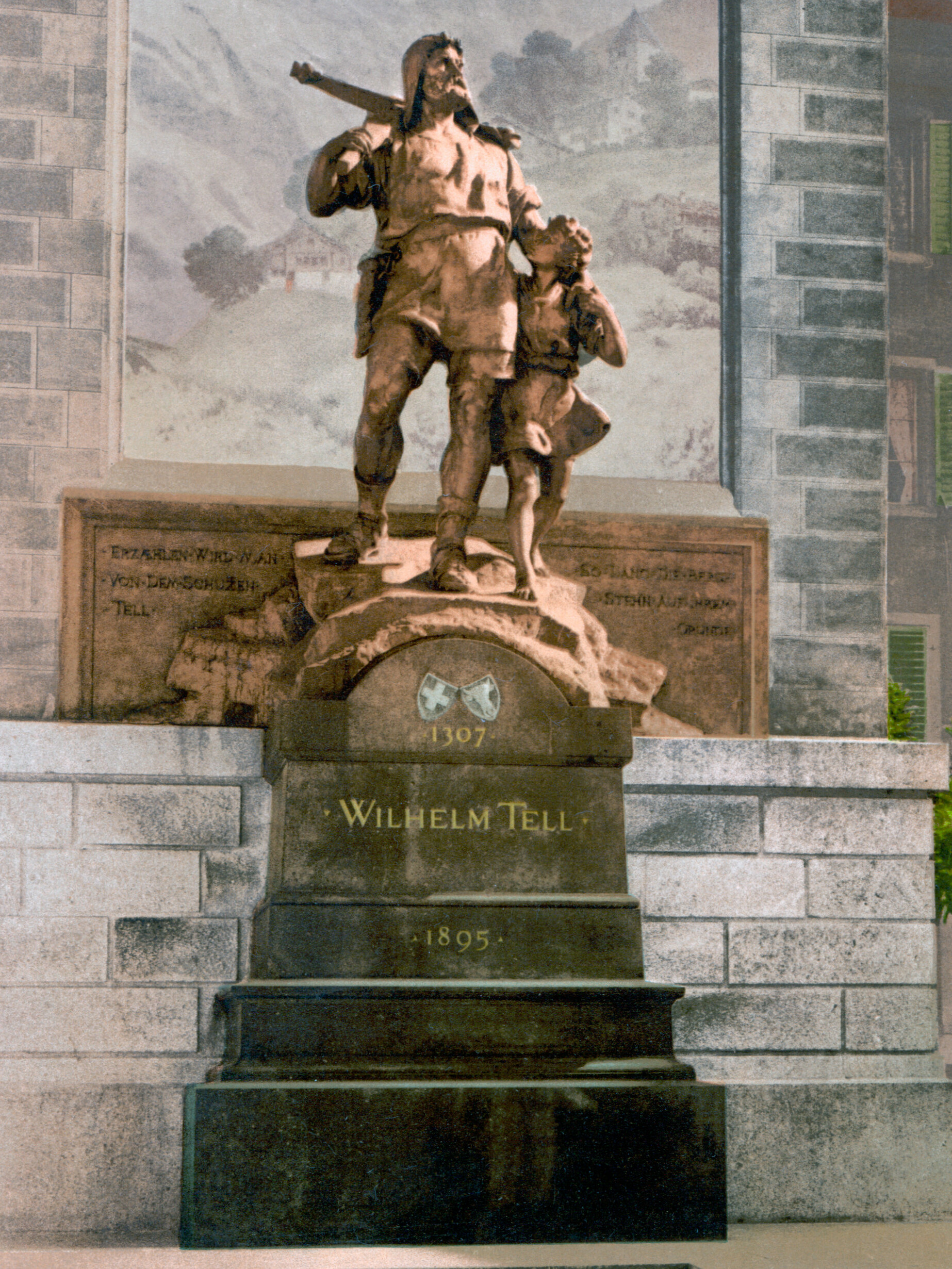
Statue de Guillaume Tell et son fils à Altdorf (Richard Kissling, 1895).

La naissance littéraire du mythe est mal connue. Le Livre blanc de Sarnen, La Ballade de Tell ou La Chronique d’Etterlin datent de la fin du XVe et du début du XVIe siècle et semblent être originaires des environs du lac des Quatre-Cantons. Tout semble donc situer le retour de Guillaume Tell d’abord dans son propre pays, où son souvenir avait été déformé, idéalisé, mais pas perdu. Mais ce retour aux sources n’est pas le fruit du hasard.[réf. nécessaire] Il vient rappeler à un monde alpin en plein déclin le temps des succès.[réf. nécessaire] Le mythe devient générateur de courage dans un moment de crise et de désillusion.[réf. nécessaire]
Ce mythe est bientôt annexé par les villes du bas-pays[précision nécessaire] qui sont elles-mêmes partiellement responsables du déclin des régions alpines[réf. nécessaire]. Il est amené à assumer deux fonctions. Une fonction de rassemblement tout d’abord dans une alliance où l’esprit confédéral est menacé par les particularismes politiques, les intérêts économiques et bientôt les divergences confessionnelles. La deuxième fonction du mythe est la légitimation morale et politique de la Confédération par rapport à l’Empire dont elle fait encore formellement partie. Le mythe se porte ici au secours d’un idéal d’indépendance.
En 1565, paraît à Bâle Les Héros de la nation allemande de Heinrich Pantaleon (1522–1595). Il y fait apparaître côte à côte Guillaume Tell et le tireur danois Toko qu’il a découvert chez Saxo Grammaticus. C'est à partir de ce rapprochement que naît au XVIIIe siècle et surtout au XIXe siècle le doute sur l’authenticité historique du héros national suisse. Au XVIe siècle néanmoins, le mythe triomphe que ce soit en Suisse centrale ou dans les autres cantons de la Confédération.

### AuxXVIIeetXVIIIesiècles
Deux conceptions de Guillaume Tell dominent. Le peuple voit en lui un homme du peuple qui a libéré jadis le pays de l'oppresseur. Les classes dirigeantes ont une vision plus politique et voient en lui un rassembleur qui met en évidence la légitimité politique de la Confédération.
Guillaume Tell a, en outre, gardé une neutralité religieuse totale durant cette longue période de querelles confessionnelles. Son image est omniprésente sur les peintures, les gravures et les autres supports. Au XVIIIe siècle, le mythe évolue, Tell devient le rassembleur des esprits, le catalyseur de l’identité nationale et l’éducateur civique. Une mission qu’il exerce durant tout le XIXe siècle et le XXe siècle.
En 1653, les paysans des préalpes lucernoises et bernoises le placent en héros de leur jacquerie. À la fin du XVIIIe siècle, Guillaume Tell prend la tête du mouvement révolutionnaire en Suisse en tant que représentation de l’homme du peuple, symbole de la liberté contre l’oppression aristocratique. Les révolutionnaires français confisquent le héros : les jacobins par exemple glorifient à travers Tell le tyrannicide et justifient la Terreur. Il rentre donc en Suisse en 1798 dans les bagages des armées françaises. L'enthousiasme révolutionnaire pour le héros est tel que le général Brune qui projette la partition de la Suisse en trois Républiques veut nommer l'une d'elles « Tellgovie ». Enfin, la carrière de Tell s’internationalise avec la publication notamment du drame de Friedrich Schiller (1804) qui enrichit l’intrigue par de nombreux ajouts et lui donne une valeur universelle. La Suisse lui fait un triomphe.
Au début du XIXe siècle, Tell est également revendiqué par divers partis politiques et mouvements sociaux, sauf sans doute les conservateurs catholiques revenus au pouvoir lors de la Restauration. En 1835, Joseph Kopp, un savant lucernois aux sympathies autrichiennes, met son érudition au service de son gouvernement « restauré ». Il tente dans un ouvrage très détaillé de mettre en cause la véracité de toutes les légendes. Guillaume Tell retrouve un rôle à sa mesure en 1848 avec l’avènement de la Constitution et de l’État fédéral, quand se fait sentir le besoin de raffermir l’identité nationale.

### Authenticité du héros mise en doute
La dispute des historiens autour de Tell, de l’authenticité des gestes que la tradition lui attribue et des sources fut longue, mais ces polémiques n’ont cependant que peu touché la conscience populaire. Malgré leur érudition, les historiens n’ont pas non plus échappé aux préjugés idéologiques, politiques et culturels de leur époque.
Le doute était né au XVIIIe siècle, d’abord dans les cercles du rationalisme critique inspirés par Voltaire. Lui-même avait du reste jugé suspecte l’histoire de Guillaume Tell. En Suisse, le pasteur Uriel Freudenberger dénonce dans un livre la « fable danoise » (1760), alors que le Lucernois Joseph-Antoine-Félix Balthasar publie une Défense de Guillaume Tell qui assure le succès de sa carrière et les remerciements du gouvernement uranais.
Guillaume Tell reste cependant un héros symbole de la lutte pour la liberté : ainsi, la commune française de Château-Guillaume dans l'Indre (aujourd'hui Lignac) change de nom pour Guillaume-Tell en 1793.
La dispute renaît au XIXe siècle à partir des mêmes arguments. Ce sont les conservateurs catholiques qui attaquent le héros ; les historiens libéraux et radicaux prennent sa défense. Entretemps, la science historique a beaucoup progressé. Influencée par le positivisme, elle rejette tout ce que les documents ne peuvent vérifier matériellement et appelle au verdict des archives. C’est avec une grande rigueur critique que Kopp par exemple tente de démontrer que rien ne permet de confirmer l’authenticité historique de Guillaume Tell. Pour nombre d’historiens de cette période, il ne s’agit que de fables et de légendes.
Peter Bietenholz émet l'hypothèse que « dans la seconde moitié du quinzième siècle, le mythe scandinave » de Palnatoki « a été surimposé au vague souvenir d'événements qui avaient eu lieu à Uri deux siècles auparavant ». Les anciens chroniqueurs suisses n'auraient rien inventé : ils ont collecté les informations pour relier le récit de Tell au contexte de la rébellion contre les Habsbourg.
En tout cas, Guillaume Tell n’a cessé d’exciter les esprits. Il constitue une sorte de référence implicite, toujours présente et à laquelle les Suisses peuvent constamment se référer, encouragés en ceci par la popularité du personnage à l’étranger. Tant que l’authenticité du héros n’était pas mise en doute, le mythe gardait un caractère construit, entretenu et fonctionnel. Tell était le garant de l’indépendance, le défenseur des libertés, le rassembleur du peuple et le porte-parole de valeurs dont les Suisses étaient fiers.

### Personnage de légende

Illustration représentant Gessler et Guillaume Tell, 1880.

Au XIXe siècle, le mythe change. Le personnage historique se trouve réduit à un personnage de légende. Guillaume Tell est désacralisé, mais la ferveur populaire reste. En 1848, la nouvelle Confédération éprouve un besoin de légitimité et d’identité. Tell devient alors le symbole d’une identité nationale ancestrale. Le mythe reste encore aujourd’hui indéracinable et les Suisses continuent de démontrer une sensibilité attentive et passionnelle envers leur héros, malgré les hésitations des historiens et l’ironie de certains intellectuels. Cela semble confirmer les propos de l’historien suisse Louis Vulliemin : « Telle légende, accueillie par la nation et devenue partie de son existence, possède plus de valeur morale, et a acquis plus d’importance que bien des faits matériellement constatés ». Alfred Berchtold souligne la dimension internationale de l'histoire de Guillaume Tell, « discutable du point de vue scientifique, discutée du point de vue moral, non dépourvue d'ambiguïté surtout dans ses prolongements », mais « plus vraie que la réalité ».
Il n’y a pas de société qui ne procède de temps à autre à une autocritique, parfois désabusée et négative, pour proposer d’autres ambitions et un autre idéal. Comme les mythes sont l’expression de l’ancien idéal, ils deviennent inévitablement des cibles. Guillaume Tell n’y échappe pas, surtout depuis la fin des années 1960. Le mythe paraissant néanmoins indestructible, ce n’est pas par sa négation, mais par son inversion que l’autocritique s’est faite dans la conscience nationale. La version la plus achevée peut-être du mythe inversé, et aussi la plus subversive, est le Guillaume Tell pour les écoles de Max Frisch.

## Postérité artistique de Guillaume Tell

### Littérature
- 1766 : Antoine-Marin Lemierre, Guillaume Tell (tragédie crée au Théâtre-Français)[21].
- 1794 : Jean-Pierre Claris de Florian, Guillaume Tell ou la Suisse libre.
- 1804 : Friedrich von Schiller, Wilhelm Tell.
- 1914 : René Morax, Tell, drame avec chœurs en quatre actes, musique de G. Doret.
- Antonio Gil y Zárate, Guillermo Tell (drame historique).
- 1926 : Eugeni d'Ors Guillermo Tell.
- 1971 : Max Frisch, Wilhelm Tell für die Schule (Verlag Suhrkamp, Frankfurt am Main).
- 1972 : Max Frisch, Guillaume Tell pour les Écoles (L'Âge d'Homme - La Cité, Lausanne).
- 2006 : Alexis Ragougneau, La Mort du bailli Gessler.
- 2014 : Max Frisch, Guillaume Tell pour les écoles (Éditions Héros-Limite).

### Littérature pour la jeunesse
- Sophie de Mullenheim, Thomas Tessier, Guillaume Tell, Éditions Auzou, Paris, 2017  (ISBN 978-2-3650-8200-6).
- Olivier May, Romain Mennetrier, Les enfants de Guillaume Tell, Éditions Auzou, Paris, 2017  (ISBN 978-2-7338-5365-8).

### Musique
Le récit de Guillaume Tell a inspiré plusieurs compositeurs d'opéra :
- 1791 : André Grétry, Guillaume Tell.
- 1829 : Gioachino Rossini, Guillaume Tell, sur un livret d’Étienne de Jouy, inspiré par Friedrich von Schiller, créé à l’Académie royale de musique de Paris.
- Un groupe de folk metal suisse, Excelsis, a aussi écrit en 2001, un album concept, Tales of Tell.
- 2017 : Stéphane Métro : Guillaume Tell, la nation en héritage. Comédie musicale produite par Ascendanse Production et créée en mars 2017 au théâtre du Martolet, à Saint-Maurice (Suisse). Ce spectacle, « Guillaume Tell-Le musical »[22], sera joué les 17 et 18 novembre de la même année dans la salle parisienne des Folies Bergère avec notamment Nuno Resende (The Voice, Adam et Eve), David Alexis (Priscilla folle du désert, Le bal des vampires, Cabaret), Ana Ka (The Voice, Le bal des vampires), Candice Parise (The Voice, Notre Dame de Paris), Yoni Amar (La belle et la bête, Sister Act), Amalya (Black Legends, Le Lido, The Voice).
- La pièce pour piano "Chapelle de Guillaume Tell" en Do majeur, extraite de l’album S.160 publié en 1855 "Années de pèlerinage - Première année : Suisse" du compositeur Franz Liszt (1811-1886), est inspirée du récit et de la région où se seraient déroulés les événements relatés.

### Bande dessinée
- Warja Lavater, Guillaume Tell, Éditions Heuwinkel, 1991.
- Les 9 tomes des Aventures de Guillaume Tell sont parus entre 1984 et 1994. Le scénariste est René Wuillemin, mais deux dessinateurs se succèdent : Carlo Trinco pour les deux premiers épisodes, puis Gilbert Macé. Tout en reprenant des personnages légendaires de l'histoire suisse, les albums s'inspirent de faits politiques suisses ou internationaux contemporains.
  - 1) On a volé le pacte (1984),
  - 2) Le Mercenaire conseil du Roy (1985),
  - 3) Polar au Gothard (1986),
  - 4) L'Extraordinaire Mystère "c" (1987),
  - 5) Rocvache (1988),
  - 6) Choc-Ness (1990),
  - 7) Fichus fichiers (1991),
  - 8) Euroka (1993),
  - 9) Dans le mille (1994).
- Dans Astérix chez les Helvètes, lors d'un tournoi de tir à l'arc, le héros gaulois plante accidentellement sa flèche au cœur de la cible, en évitant de justesse une pomme posée sur la tête d'un enfant. L'assistance helvète exprime quelque peu sa déception, sans parvenir à comprendre la raison de ce sentiment[23].
- Rubrique-à-brac, écrite par Marcel Gotlib, met en scène Guillaume Tell ("Si les pommes étaient des citrouilles...") avec d'autres personnalités historiques ou fictives liées à ce fruit.
- Les Dingodossiers, de Gotlib et de René Goscinny font réapparaître Tell, mais dans notre monde moderne, dans le cadre d'une fête foraine : il menace son fils qui s'écrie « Papa il a paumé la bouteille de mousseux ! » de lui coller sa « paume » sur la tête.
- Mickey et Guillaume Tell est une bande dessinée de la série Mickey à travers les siècles.

### Au cinéma
- 1900 : Guillaume Tell, d'Alice Guy.
- 1903 : Guillaume Tell de Lucien Nonguet.
- 1909 : Guillaume Tell (Wilhelm Tell), de Viggo Larsen.
- 1911 : Guillaume Tell (Guglielmo Tell), d'Ugo Falena.

Il est suivi de trois autres films en 1912, 1913 et 1914, puis 1923 en Allemagne.
- 1924 : William Tell - The Birth of Switzerland, États-Unis.
- 1934 : Guillaume Tell de Heinz Paul, (Allemagne) avec Emmy Göring, Hans Marr et Conrad Veidt (parlant).
- 1949 : Les Aventures de Guillaume Tell (Guglielmo Tell: L'arciere della Foresta Nera) de Giorgio Pàstina avec Gino Cervi dans le rôle-titre.
- 1953 : The Story of William Tell de Jack Cardiff.
- 1960 : Wilhelm Tell, film suisse de Michel Dickoff et Karl Hartl, adapté du Guillaume Tell de Friedrich Schiller, avec Robert Freitag dans le rôle titre[25].
- 2025 : William Tell, film américain de Nick Hamm, avec Claes Bang.

### À la télévision
- 1958 : Guillaume Tell, série télévisée britannique en 39 épisodes.
- 1987 : Guillaume Tell, série télévisée en coproduction britannique-américaine-française en 72 épisodes.

## Autres usages

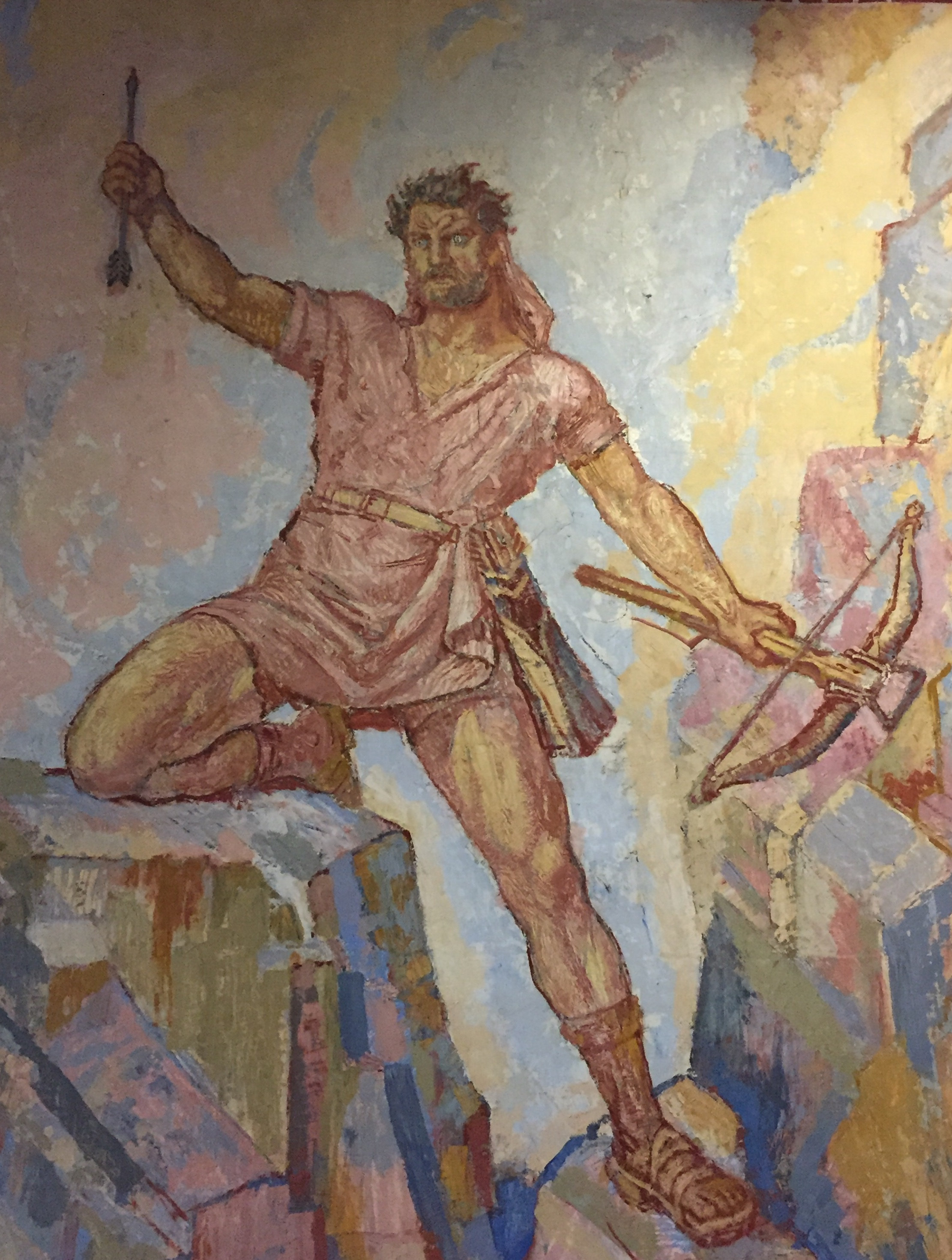
Guillaume Tell peint par Charles L'Eplattenier au château de Colombier (Neuchâtel)

### Peinture
Guillaume Tell figure dans l'ensemble peint consacré aux Origines de la Confédération, par Charles L'Eplattenier au château de Colombier, une œuvre réalisée de 1934 à 1946.
On retrouve également des représentations de Guillaume Tell dans l’œuvre de Ferdinand Hodler (Wilhelm Tell, 1897) ou d'Ernest Biéler (triptyque peint entre 1914 et 1917), mais aussi chez Salvador Dali (Guillaume Tell, 1930).

### Numismatique
Vu la présence de l'image de Tell en Suisse, on aurait pu s'attendre à le voir figurer également sur la monnaie helvétique. Pourtant, contrairement à ce que l'on croit souvent, ce n'est pas Guillaume Tell qui est représenté sur les pièces de 5 francs suisses, mais un berger. Il a cependant figuré sur les billets de 5 francs émis en 1914 et retirés de la circulation le 1er mai 1980, ainsi que sur les billets de 100 francs émis en 1911 et retirés de la circulation le 1er juillet 1945.

### Noms de rues
Le nom du héros suisse est donné à une rue de Genève en 1834, à la suite d’une « bataille de noms »,.
En France, des rues portent son nom, à Belfort, à Béziers, à Dijon, à Évry, à Lescar, à Lille, à Mulhouse, à Neuilly-sur-Marne, à Pantin, à Paris (dans le 17e arrondissement, voir « Rue Guillaume-Tell »), à Villiers-sur-Marne…
En Belgique, il y a une rue Guillaume Tell à Saint-Gilles (Bruxelles).
En Allemagne, le nom Wilhelm Tell est donné à des rues de : Duisbourg, Düsseldorf, Hanovre, Oberhausen, Wenden.
Au Canada, il y a une rue Guillaume Tell à Saint-Jean-de-Matha.

### Noms de bateaux
Lors de la bataille navale d'Aboukir en 1798, un cuirassé du nom de Guillaume Tell est engagé du côté français.
Plusieurs bateaux portent ce nom sur le Léman. Le premier Guillaume Tell, un bateau à vapeur, est lancé en 1823.
Un bateau nommé Wilhelm Tell (de) a été en service sur le lac des Quatre-Cantons de 1908 à 1970.

### Astronomie
L'astéroïde (16522) Tell, découvert en 1991, est nommé en son honneur.